# Chapo (bebida)

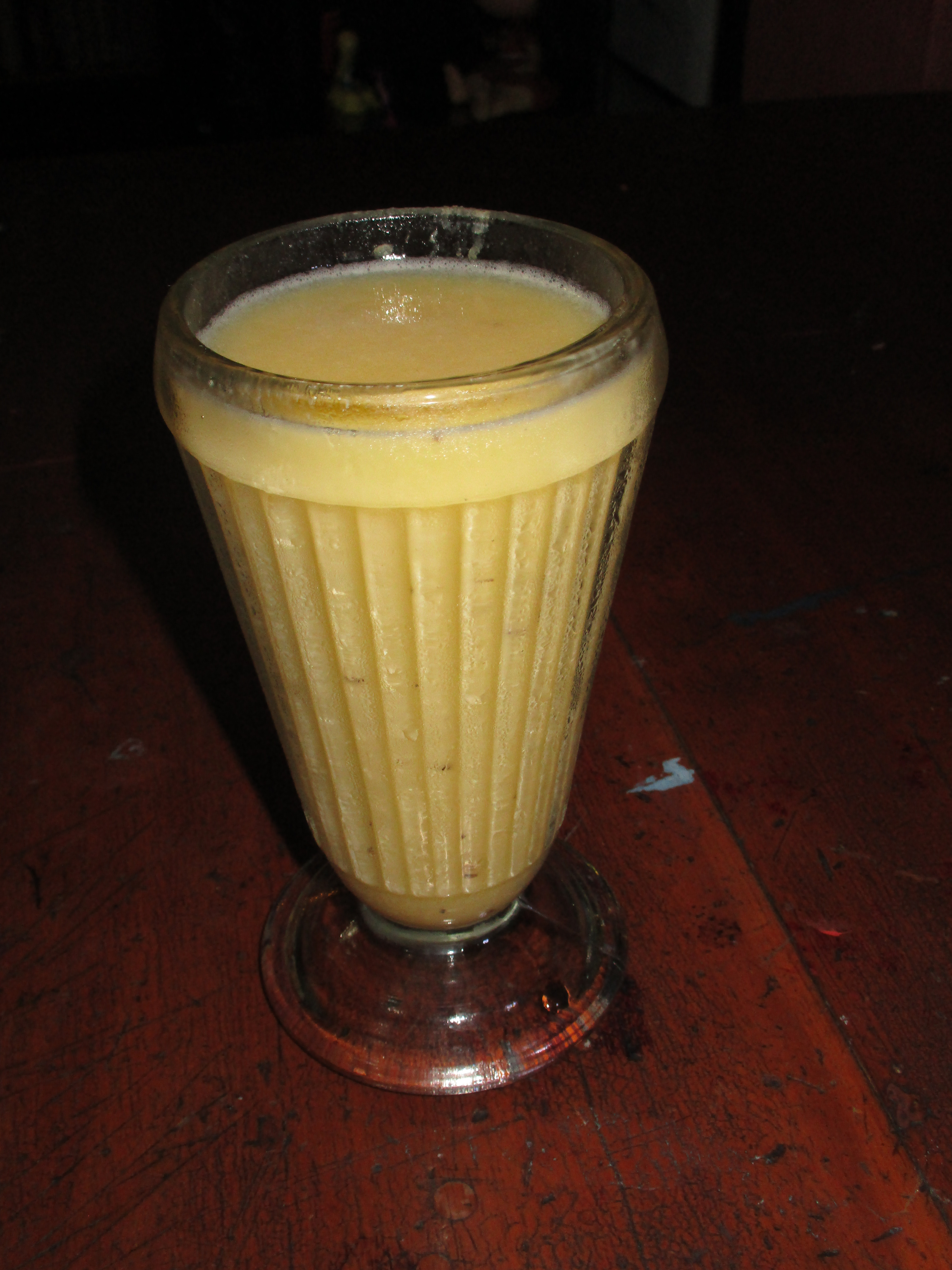
Fotografía de Chapo.

El chapo es una bebida originaria de la amazonia peruana.
La bebida se prepara con una cantidad considerable de plátano maduro (Musa × paradisiaca), los frutos deben ser separado de su cáscara y posteriormente cocinados con fuego leve; durante su cocinado, el fruto se irá poniendo más suave hasta llegar a punto de parecer una masa espumosa. En este momento es cuando es retirado del fuego y luego de dejar enfriarse naturalmente al fruto se lo debe licuar con una cantidad media de agua. En algunos casos, el machacado puede reemplazar a la licuadora. El chapo será dulce por estar elaborado de un fruto maduro pero si se desea se puede echar un poco de azúcar y leche.

## Historia
El chapo como bebida estuvo presente desde la llegada de la musa x paradisiaca a la Amazonía; las tribus amazónicas fueron elaborando y descubriendo el proceso del preparado del chapo desde cocinarse en ollas a leña hasta apretar al plátano con las manos o piedras. El chapo fue una bebida muy apreciada por los jesuitas y franciscanos como sustituto del masato. Ya en la vida republicana y en la actualidad, la bebida se ha impregnado en la cultura y gastronomía popular de las poblaciones rurales y urbanas.